# Pântano do Sul

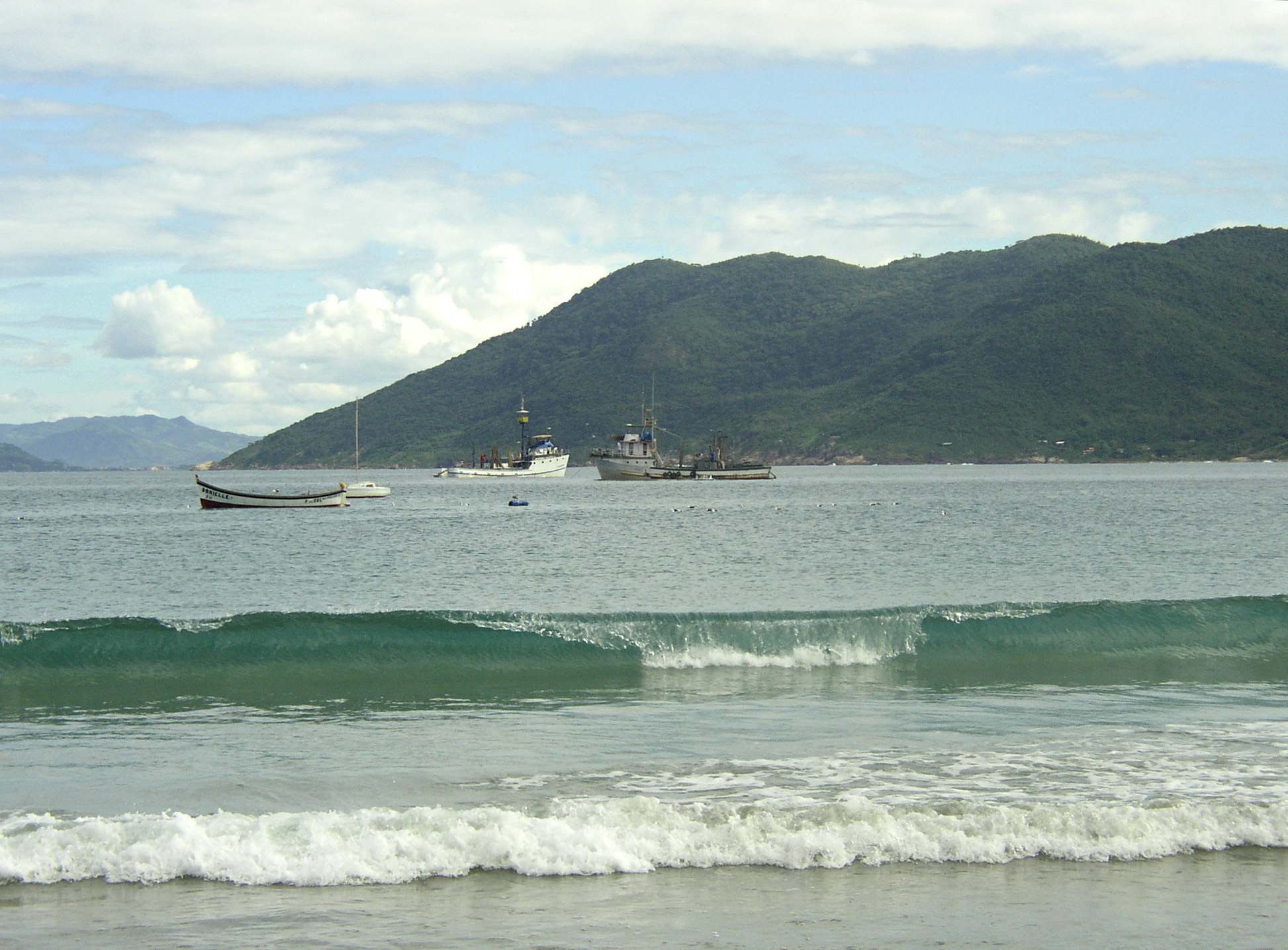
Fischerboote am Strand von Pântano do Sul

Pântano do Sul ist sowohl ein Distrikt von Florianópolis, der Hauptstadt des brasilianischen Bundesstaats Santa Catarina als auch ein Strand bzw. eine Ortschaft auf der Ilha de Santa Catarina.

## Der Distrikt Pântano do Sul
Der Distrikt wurde durch das Gesetz nº 1.042/66, vom 12. August 1966 geschaffen und am 10. Dezember 1967 konstituiert. Der Hauptort des Distrikts ist der Ort Pântano do Sul.
Der Distrikt umfasst eine Fläche von 47,68 km², hatte im Jahr 2000 5.824 Einwohner und ist in 8 Ortsteile gegliedert:

### Distriktgliederung
- Costa de Dentro
- Lagoa do Peri
- Lagoinha do Leste
- Pântano do Sul
- Praia da Armação
- Praia do Matadeiro
- Praia da Solidão
- Praia do Saquinho

## Der Ort Pântano do Sul
Der Ort Pântano do Sul ist am äußersten Süden der Insel Santa Catarina gelegen. Sein langgezogener Strand hat sehr feinen Sand und der Ort selbst zeigt das typische Bild einer alten traditionellen Fischersiedlung von Florianópolis. Es gibt verschiedene Restaurants, die auf Meeresfrüchte spezialisiert sind.
Weit über die Grenzen der Insel hinaus bekannt ist das bereits seit 1958 bestehenden Fischrestaurant „Bar do Arante“ von José Arante, von deren Decke hängen zigtausende Botschaften und Liebeserklärungen, die Reisende dort auf kleinen Zetteln hinterließen.

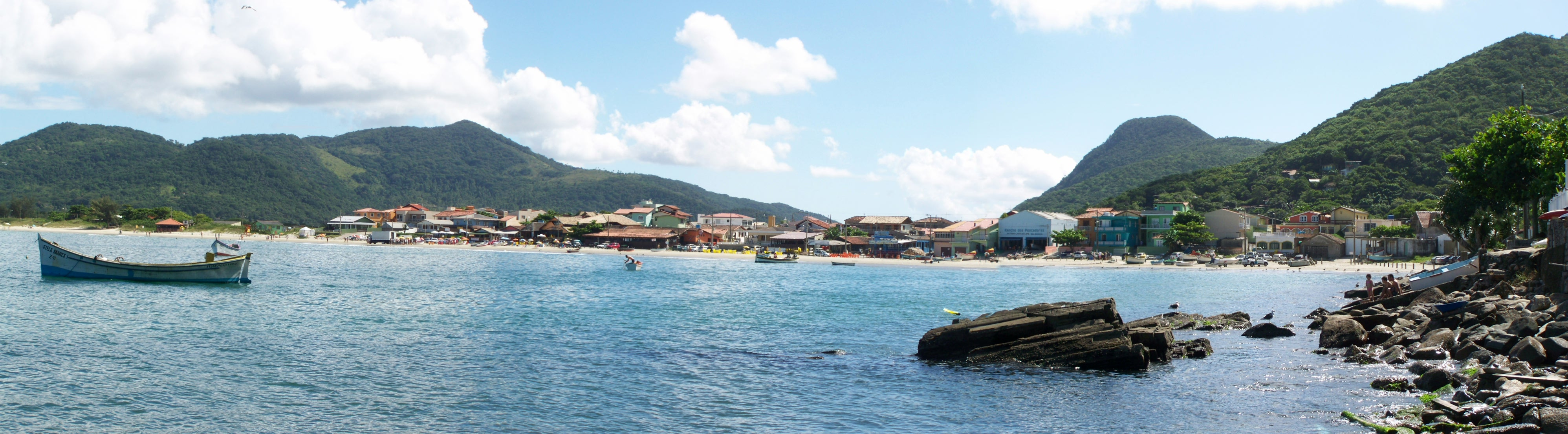
Stand von Pântano do Sul